# Bert Pronk
Huibert Pronk, més conegut com a Bert Pronk, (Scheveningen, 24 d'octubre de 1950 - Algarve, Portugal, 15 de març de 2005) va ser un ciclista neerlandès, professional entre 1974 i 1982. Els seus èxits esportius més destacats els aconseguí el 1977, amb la victòria a la Volta a Luxemburg i la Volta als Països Baixos. Va morir d'un càncer el 2005.

## Palmarès
- 1974
  - Vencedor d'una etapa de l'Olympia's Tour
- 1975
  - Vencedor d'una etapa de la Volta a Suïssa
  - Vencedor d'una etapa de dels Quatre dies de Dunkerque
  - Vencedor d'una etapa de l'Étoile des Espoirs
- 1977
  - 1r de la Volta a Luxemburg i vencedor d'una etapa
  - 1r de la Volta als Països Baixos

### Resultats als Tour de França
- 1976. 26è de la classificació general
- 1977. 12è de la classificació general
- 1979. 44è de la classificació general
- 1980. Abandona (1a etapa b)

### Resultats al Giro d'Itàlia
- 1978. No surt (17a etapa)
- 1982. 68è de la classificació general